# Crangonobdella orientalis
Crangonobdella orientalis is een ringworm uit de familie van de Piscicolidae. De wetenschappelijke naam van de soort is voor het eerst geldig gepubliceerd in 1900 door Utevsky.